# Asociación de Empresas de Software Libre de Euskadi
ESLE  es la Asociación de Empresas de Software Libre de Euskadi.
Fue constituida el 21 de septiembre de 2005 por 19 empresas del sector del software libre. Se presenta en sociedad el 6 de octubre de 2005 coincidiendo con la visita de Mark Shuttleworth en el Parque Tecnológico de Miñano en Vitoria.

## Presidentes
- Iker Sagasti (2022-actualidad
- Eneko Astigarraga (2013-2022)
- David Olmos (2009-2013)
- Daniel Armendáriz (2005-2009)